# レーティッシュ鉄道ABe4/4 501-504形電車
レーティッシュ鉄道ABe4/4 501-504形電車（レーティッシュてつどうABe4/4 501-504がたでんしゃ）は、スイスのレーティッシュ鉄道（RhB）の本線系統で使用されていた山岳鉄道用電車である。
本項では、本機と編成を組む客車であるA 1251-1252形、B 2301-2306形についても記述する。

## 概要
グラウビュンデン州に路線網を持つレーティッシュ鉄道では1913年に最初から電化で開通したエンガディン線を手始めに、1922年までに全線が交流11kV16.7Hzで電化されたが、使用される機関車はロッド駆動で最高速度50km/hのGe4/6形およびGe6/6I形の電気機関車であり、蒸気機関車よりは最高速度は向上していたが、1930年代にはさらなる速度向上を図るために65km/hで走行可能な4両の軽量高速電車と8両の専用の軽量客車の導入が総額約1,700,000スイス・フランの予算で計画されている。
この計画によって製造されたABe4/4形（製造時の形式はBCe4/4形）501-504号は主契約と電機品、主電動機の製造をブラウン・ボベリ（BBC）、電機品と主電動機の製造をMFO（MFO）、車体と台車、機械品の製造をスイス車両エレベーター製造（SWS）が担当した1時間定格出力440kW、牽引力38kNの電車であり、A形1251-1252号、B形2301-2306号（製造時の形式はそれぞれAB4ü形251-252号、C4ü形2301-2306号）は車体、台車ともに製造をSIGが担当した自重15-16tの軽量客車であり、それぞれの旧機番と使用開始日、価格および客室等級変更後機番（A 形1251-1252号のみ、1948年以降）、新機番（1956年以降）、最終機番（客車のみ）は下記のとおりであるが、機関車と異なり機体名はつけられていない。
- ABe4/4 501-504形
  - BCe4/4 501 - 1939年12月7日 - 258,000 - ABe4/4 501
  - BCe4/4 502 - 1939年12月11日 - 258,000 - ABe4/4 502
  - BCe4/4 503 - 1940年2月6日 - 258,000 - ABe4/4 503
  - BCe4/4 504 - 1940年3月5日 - 258,000 - ABe4/4 504
- A 1251-1252形
  - AB4ü 251 - 1938年8月27日 - 87,180 - B4ü 251 - A4ü 1251 - A 1251
  - AB4ü 252 - 1938年8月27日 - 87,180 - B4ü 252 - A4ü 1252 - A 1252
- B 2301-2306形
  - C4ü 2301 - 1938年8月27日 - 72,580 - B4ü 2301 - B 2301
  - C4ü 2302 - 1938年8月27日 - 72,580  - B4ü 2302 - B 2302
  - C4ü 2303 - 1938年8月27日 - 72,580  - B4ü 2303 - B 2303
  - C4ü 2304 - 1938年8月27日 - 72,580  - B4ü 2304 - B 2304
  - C4ü 2305 - 1938年8月27日 - 72,580  - B4ü 2305 - B 2305
  - C4ü 2306 - 1938年8月27日 - 72,580  - B4ü 2306 - B 2306

## ABe4/4 501-504形

### 車体
- 車体は鋼製の軽量構造で両運転台式である。前面は貫通式で幌枠と幌、渡り板付の貫通扉の左右に運転室窓があり、その下部の左右2箇所と屋根中央に1箇所大型の丸形前照灯が設置され、屋根上中央に外付の標識灯が設置されている一般的なデザインであるが、貫通扉がわずかに反運転台側に寄っている[4]のが特徴である。
- 側面はレーティッシュ鉄道の旅客車では初となる型帯等の無い平滑なもので、窓扉配置1D3112D1（運転室窓-乗降扉-2等室窓-2等室窓（狭幅）-洗面所窓-1等室窓-乗降扉-運転室窓）である。客室は有効幅800mmの4枚折戸の乗降扉のある前後2箇所のデッキ間に前位側から1等室[5]、便所と洗面所、2等室[6]（禁煙）、2等室（喫煙）の順に配置され、デッキと客室の仕切扉は横引戸、その他の仕切扉は開戸となっている。なお、ホームからはステップ2段を経由して床面高980mmのデッキ、運転室床へ乗車し、床面高1030mmの客室へはそこから1段のステップを経由して入室する。
- 1等室は2+1列の3人掛けでシートピッチ1770mm、2等室は2+2列の4人掛けでシートピッチ1500mmの固定式クロスシートで、1等室が2ボックス、2等室（禁煙）は1.5ボックス、2等室（喫煙）は2ボックスとなっている。1等室の座席は茶系で座面幅695または1255mmのヘッドレスト付き、2等室のものは幅995mmでヘッドレスト無しで禁煙室が赤系、喫煙室が緑系のモケットとなっており、そのほか天井は白、側壁面はベージュ、床はグレーである[7]。また、客室窓は幅1200mmもしくは750mm（狭幅）、高さ950mmの大型の下降窓となっている。
- 運転室とも長さ1587mmで内装色はグレー、右側運転台でレーティッシュ鉄道では初の運転士が座って運転する形態で反運転台側にも助士席が設置されており、運転室横の窓は幅900mmの下降窓となっている。また、連結器は両端の台車枠に設置されるねじ式連結器で、緩衝器が中央、フック・リングがその左右にあるタイプであり、その下部に小型のスノープラウが装備されている。
- 屋根上の両端には菱型のパンタグラフが2基設置され、その間にはブレーキ用の主抵抗器などが設置されている。
- 塗装
  - 製造時は車体は濃赤色で、側面窓下の中央に"RhB"の、乗降扉脇に"2"もしくは"3"の客室等級のそれぞれクロムメッキの切抜文字が設置され、反運台側の車体裾部に白で形式名と機番のレタリングが入れられるものであり、屋根および屋根上機器はグレー、床下機器と台車はダークグレーであった。
  - 1952年の客室等級の変更に伴って乗降扉脇の客室等級の表示は"1"もしくは"2"のレタリングとなって1等車の窓上には黄色の細帯が入り、同時期に正面貫通扉にも機番のレタリングが入れられている。
  - 1984年以降はの赤をベースに窓下に白帯、乗降扉が銀色で、側面窓下の中央に白のRhBのマークが入るものとなり、乗降扉脇に客室等級の、側面左側乗降扉右の車体裾部に形式名と機番の、正面貫通扉に機番のレタリングが入り、屋根および屋根上機器が銀、床下機器と台車はダークグレーであった。
  - その後客室等級表示が乗降扉脇の側面窓横に移設され、1990年代頃には窓下の帯が銀色となり、側面のRhBのマークが銀色の新しいマークとレタリングに変更となり、各標記類も銀色に変更されている。

### 走行機器
- 本機はスイス国鉄のRBe2/4形やRAe4/8形電車など軽量高速電車と同系統の設計であるが、設計時より勾配区間で数両の客車の牽引することを考慮した走行機器としている[8]のが特徴である。
- 制御方式は低圧タップ切換制御で、BBC製で油冷式の主変圧器とMFO製の電磁空気制御による空気モーター駆動カム軸式の主制御器を床下に搭載して力行12段、発電ブレーキ22段のタップ切換を行う。
- ブレーキ装置は真空ブレーキと手ブレーキ装置を装備するほか、電気ブレーキとしてタップ切換装置とBBC製の主抵抗器による発電ブレーキを装備する。
- 主電動機は交流整流子電動機 を4台搭載し、動輪上出力として1時間定格440kW、最大牽引力79kNの性能を発揮し、4両分32台の半数はBBC製、半数はMFO製であった。
- 台車は25mm車端側に偏心した軸距2400mmの鋼板溶接組立式台車で、車体支持点を極力低くしたスイス国鉄のAm4/4形と同様の構造としているほか、動輪は車輪径850mmのスポーク車輪で基礎ブレーキ装置は両抱式、各軸毎に砂箱と砂撒管が装備されている。
- 軸箱支持方式は円筒案内式、牽引力伝達は台車枠から揺枕へはリンクで、そこから車体へは心皿で伝達され、枕ばねは重ね板ばね、軸ばねはコイルばねとしている。主電動機は台車枠に装荷され、そこから1段で減速されて動軸と同心に設けられた中空軸を駆動し、中空軸の大歯車と動軸のスパイダの間で車軸の上下動を吸収するクイル式の一種であるBBC製のスプリングドライブ式駆動装置で動輪に伝達される方式となっている。
- 本機は重連総括制御や制御車からの遠隔制御には対応しておらず、プッシュプルトレイン用としてではなく、通常の機関車と同様の運用がなされていた。
- このほか、補機類としてBBC製の電動真空ポンプ、MFO製のパンタグラフなどを搭載している。

### 改造
- 本機は想定よりも重量の重い列車の牽引に使用されたことによる熱容量不足の解消や、その後の区間列車のシャトルトレイン化など運用方法の変更に対応するための多くの改造を受けている。
- 主電動機の熱容量が不足気味であったため、1947-60年の間にBBC製の主電動機を自己通風式に変更し、冷却気を屋根上運転台上部の小形の送風機付の吸気口から吸入する半強制通風式に改造している。また、同時期に以下のような改造を行っている。
  - 本機とA 1251-1252形とB 2301-2306形専用であった高さの低い貫通幌を上方へ延長して通常の客車サイズの貫通幌と連結できるようにするためのアダプター付の貫通幌としている。
  - 台車の補強を実施。
  - 駆動装置の中空軸の軸受をすべり軸受からコロ軸受に変更。
  - MFO製の主制御機をSAAS[9]製の単位スイッチ式のものに変更。
  - 自車用のブレーキ装置を真空ブレーキ装置から入換ブレーキ機能付の空気ブレーキ装置に変更。
- 1956年には客室等級の3段階から2段階への変更に伴ってBCe4/4 501-504形からABe4/4 501-504形に形式変更している。
- 1968-71年には502号機から順次運転台の更新改造を行い、同時に重連総括制御機能を付加したほか、最高速度も70km/hに引上げられている。また、1953年の客室等級変更により使用しなくなった前面の貫通幌を運転室からの視界の確保のために撤去している。
- 1981-83年には、新しい制御車であるBDt 1721-1723形との編成を組むために運転台機器などの改造を行い、乗降扉横に自動ドア用のスイッチと車外スピーカを設置している。また、同時期に標識灯を正面窓下の左右前照灯の上部に設置している。
- 1982-84年にラントクアルト工場で車体の更新を含む大規模な改造を実施している。
  - AB 1516-1518およびB 2337-2338号車と制御車と編成を組んでシャトルトレインを牽引するために自動ドア制御回路をBe4/4 511-516形と同等のものに変更。
  - 運転台および重連総括制御装置を近代化してワンマン運転対応装置の装備、後位側の運転室の反運転台側の運転室窓に小型のバックミラーを設置。
  - 各機器の更新（蓄電池充電器、フランジ塗油器、速度計装置、真空ブレーキおよび入換ブレーキ用弁装置など）
  - 前位側の貫通路部分の車体を屋根部まで延長して通常客車サイズの貫通幌枠および貫通幌を設置し、屋根中央部の前照灯を屋根上に移設。また、後位側の貫通幌枠を撤去。
- また、1950年代にはスノープラウの大型化、1970年代には上部中央の前照灯のシールドビーム化と標識灯の撤去が行われている。

### 主要諸元
- 軌間：1000mm
- 電気方式：AC11kV 16.7Hz 架空線式
- 最大寸法：全長18000mm、全幅2700mm、車体幅2650mm、屋根高3440mm、全高3950mm（パンタグラフ折畳時）
- 軸配置：Bo'Bo'
- 軸距：1225+1175=2400mm
- 台車中心間距離：12760mm
- 動輪径：850mm
- 自重：39.0t
- 定員：1等室座席12名、2等室座席28名、補助席4名（製造時）、1等室座席12名、2等室座席24名（1982年以降）
- 走行装置
  - 主制御装置：低圧タップ切換制御
  - 主電動機：Type ELM 1381 St交流整流子電動機、6極×4台（1時間定格出力114kW、電圧215V）
  - 減速比：6.070
- 性能
  - 動輪周上出力：440kW（1時間定格）
  - 牽引力：38kN（1時間定格、42km/h）、79kN（最大）
- 最高速度：65km/h（製造時）、70km/h（1968年以降）
- ブレーキ装置：真空ブレーキ、発電ブレーキ（製造時）、回生ブレーキ（1947-60年以降）[10]、空気ブレーキ（1947-60年以降）、手ブレーキ

## A 1251-1252形、B 2301-2306形

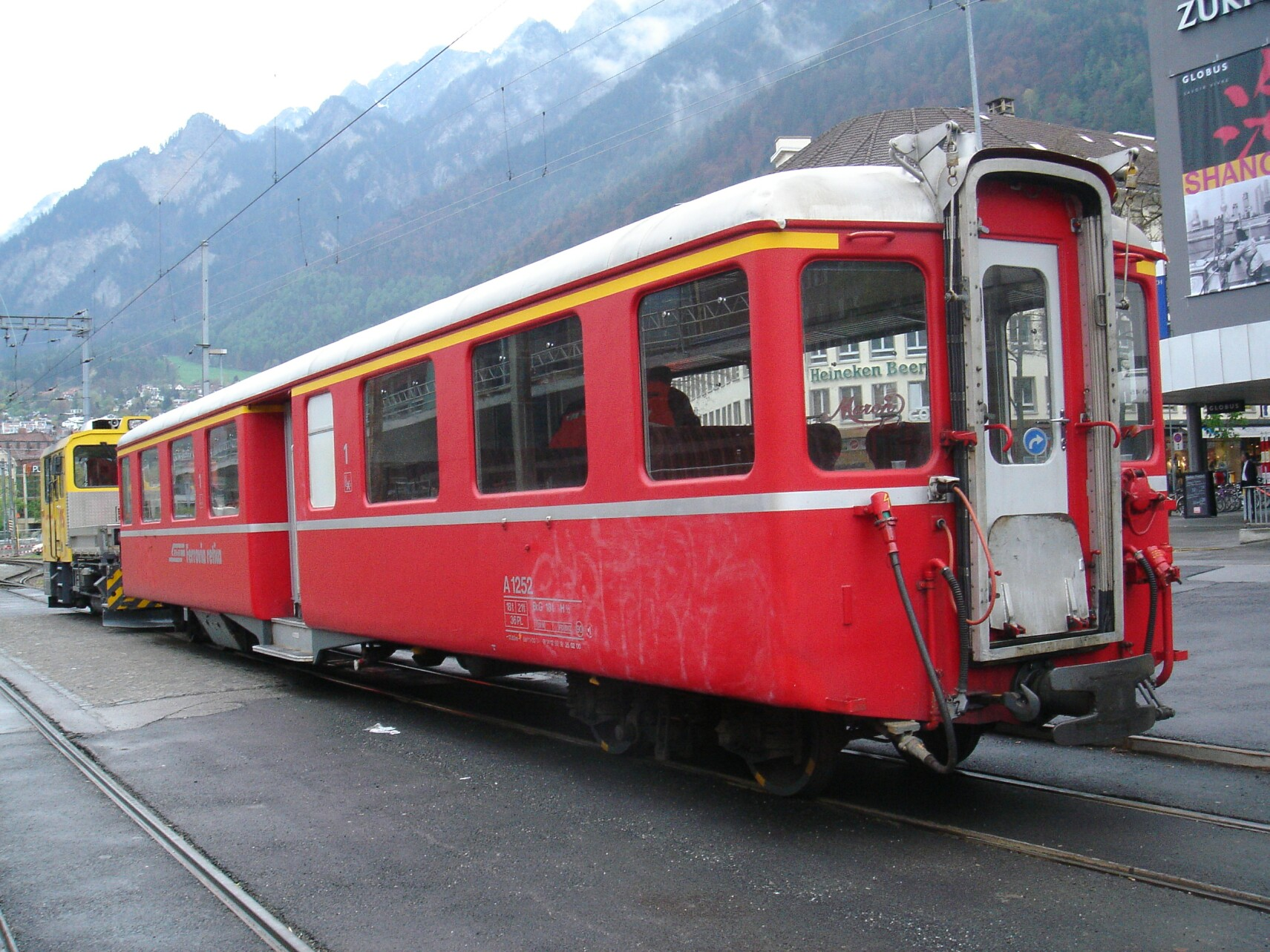
A 1252号車、クール駅、通常客車用と連結するために貫通幌枠と貫通幌が上方へ延長されている

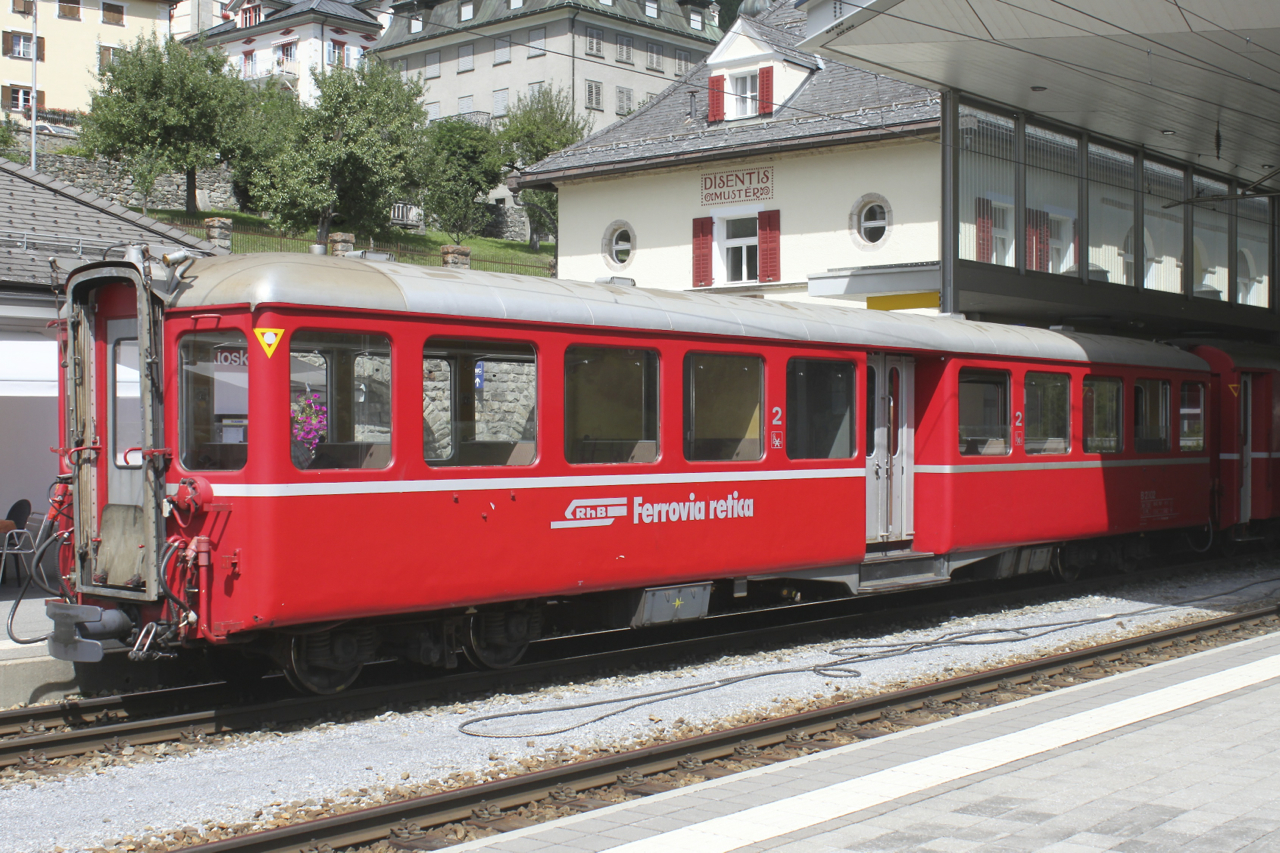
B 2302号車、ディセンティス/ミュスター駅、同じく貫通幌枠と貫通幌が上方へ延長されている

### 概要
- A 1251-1252形、B 2301-2306形ともABe4/4 501-504形と同系の形態で、妻部にも大きな窓のある電車に近いスタイルとなっている。また、従来のレーティッシュ鉄道の客車は頑丈な台枠を持ち、車体の側面に型帯が通り、端部に開閉式もしくは密閉式のデッキを設置する構造であったが、本形式はレーティッシュ鉄道初の軽量構造で側面は平滑となり、中央にデッキを持つものであった[11]。
- 妻面は貫通式で幌枠と幌、渡り板付の貫通扉が設置されているが、本形式およびABe4/4 501-504形の貫通路は通常の客車のものより天地寸法が小さく、高さの低いものとなっており、当初は本形式間およびABe4/4 501-504形との連結のみが可能であった。また、連結器は台枠の端部に設置されるねじ式連結器で、緩衝器が中央、フック・リングがその左右にあるタイプであり、連結器の車体裾部が下がっているのが特徴である。
- 側面はA 1251-1252形が窓扉配置121D31（客室窓（狭幅）-客室窓-洗面所窓-乗降扉-客室窓-客室窓（狭幅））、B 2301-2306形は14D41（客室窓（狭幅）-客室窓-乗降扉-客室窓-客室窓（狭幅）、逆側の乗降扉脇の窓1箇所はトイレ窓となっている）である。客室は4枚折戸の乗降扉のあるデッキから前後に配置され、デッキと客室の仕切扉は横引戸となっている。
- A 1251-1252形は、長さ3160mmのデッキの前位側の客室が長さ7505mmの製造時の2等室（現在は1等の喫煙室）、後位側が5885mmの製造時の1等室（現在は1等の禁煙室）、B 2301-2306形は長さ3160mmのデッキの前位側が長さ7445mmの喫煙室、後位側が5945mmの禁煙室で、いずれも製造時は3等室となっており、床面高さは900mmで、ホームからはステップ2段を経由してデッキ、客室へ乗車する。客室窓はいずれも大形の下降式で、横幅はA 1251-1252形の禁煙室のものが広幅1545mm、狭幅1000mm、喫煙室が広幅1400mm、狭幅900mmとなっており、B 2301-2306形のものは広幅1200mm、狭幅900mmとなっている。
- 1等室[12]は2+1列の3人掛けで、禁煙室（製造時の1等室）はシートピッチ2125mmで2.5ボックス、禁煙室（製造時の2等室）は1980mmで3.5ボックス、2等室[6]は2+2列の4人掛けの固定式クロスシートでシートピッチは1500mmで前位側客室が4.5ボックス、後側が3.5ボックスの配置となっている。1等室の座席はヘッドレストおよび肘掛付きで、禁煙室は奥行730mm、座席間665mmで2人掛の中央にも肘掛が付き、喫煙室のものは奥行700mm、座席間580mmで2人掛の中央には肘掛が無いものとなっている。また、2等室の座席は奥行510mm、座席間480mm、横幅1015mmニス塗りの木製のものとなっている。
- 台車は軸距2000mmの円筒案内式軸箱支持方式、基礎ブレーキ装置は両抱き式のもので、ブレーキ装置は真空ブレーキであった。
- 塗装
  - 製造時は車体は濃赤色で、乗降扉脇に"1"、"2"もしくは"3"の客室等級のそれぞれクロムメッキの切抜文字が設置され、側面右側の車端部の窓下に白で"RhB"と形式名、機番のレタリングが入れられるものであり、屋根および屋根上機器はライトグレー、床下機器と台車はダークグレーであった。
  - その後の客室等級の変更に伴って乗降扉脇の客室等級の表示は"1"もしくは"2"のレタリングとなっている。
  - 1960-70年代の車体塗装は赤をベースに窓下に白帯、扉が金色で、側面乗降扉右側に金色でRhBのマークが、左側下部に小さく車番が入り、扉横に客室の等級番号が、1等車の窓上には黄色の細帯が入るものとなった。また、屋根および屋根上機器がライトグレー、床下機器と台車はダークグレーであった。
  - 1980年代以降は側面窓下の帯が銀、側面左側帯下に新しいRhBのマークとロゴが入るものとなった。車番および各種標記が側面右下に、等級番号は窓横に入っている。
  - 2000年代後半にはさらに順次新しい標準塗装に変更されており、窓下の銀帯が太くなり、車体左寄りの帯部に社名のレタリングが入り、右寄りの帯中にグラウビュンデン州のロゴが入るものとなっている。扉は銀であるが、車体の銀帯と連続して一部に赤帯が入り、1等車の窓上の黄色帯は車端部の扉横部分のみとなっている。

### 改造
- B 2301-2306形は1943-45年に、A 1251-1252形は1948-50年にそれぞれクール・アローザ線[13]での使用ができるよう、屋根上に暖房用の引通線を設置する工事を行っている。
- 1948年には当時AB4ü 251-252形であったはA 1251-1252形は全室を2等室として、B4ü 251-252となっている。また、1956年の客室等級変更の際にはB4ü 251-252がA4ü 251-252、C4ü 2306-2306がB4ü 2306-2306となっている。
- 1950年代頃には高さの低い貫通幌を上方へ延長して通常の客車サイズの貫通幌と連結できるようにするためのアダプター付の貫通幌を装備している。
- B 2301-2306形は1964年に、A 1251-1252形は1966年に台車をSIG製の枕ばねにトーションバーを使用した新形のものに交換したほか、A 1251-1252形はこれと同時に、B 2301-2306形は1967年に車体の更新改造を実施しており、貫通路部分の車体を屋根部まで延長して通常客車サイズの貫通幌枠および貫通幌を設置しており、氷河急行の乗り入れ先であるフルカ・オーバーアルプ鉄道[14]やブリーク-フィスプ-ツェルマット鉄道[15]での運用も可能となっている[16]。なお、この更新改造の費用は合計で約1,250,000スイス・フランであった。

### 主要諸元
- 軌間：1000mm
- 最大寸法：全長17630mm
- 軸距：2000mm
- 台車中心間距離：12830mm
- 自重：
  - A 1251-1252：16t（改修前）、18t（改修後）
  - B 2301-2306：15t（改修前）、18t（改修後）
- 定員：
  - A 1251-1252：1等室座席36名
  - B 2301-2306：2等室座席68名
- 最高速度：55km/h（製造時）、90km/h（台車交換後）
- ブレーキ装置：空気ブレーキ、手ブレーキ、

## 運行・廃車
- 製造後はABe4/4 501-504形とA 1251-1252形、B 2301-2306形で最大5両程度の編成を組んでクールからダヴォス間およびサンモリッツ間で使用されたが、牽引力が小さく、第二次世界大戦の影響などによる1940年代の旅客数の増加に対応できなかったため、本格的な軽量高速列車は1947年以降に製造されたGe4/4I形が牽引することとなった。その後本機はエンガディン線や区間列車で使用されるようになり、旅客列車のほか混合列車、貨物列車の牽引に使用され、平坦線では最大8両程度の列車を牽引したほか、サメーダンとポントレジーナ間ではベルニナ急行も牽引している。
- 1950年代には夏季期間にはABe4/4 501-504形とA 1251-1252形、B 2301-2306形で編成を組んでサンモリッツとシュクオール・タラスプ間の急行列車にも使用されている。
- 1968年のダイヤ改正より本機の最高速度が70km/hに引き上げられている。
- その後Be4/4 511-516形がクール近郊のシャトルトレインに使用されるようになると、ABe4/4 501-504形は主にダヴォス近郊とオーバーエンガディン地方で使用されるようになり、1982年以降にABe4/4 501-504形とBDt 1721-1723形が編成を組んだシャトルトレインとして運用されるようになると、ポントレジーナとサメダン間の主力となったほか、冬季にはダヴォス近郊でのスキー客輸送列車として運用されている。
- 1990年代にはGe4/4I形とともに中央扉の旧型軽量客車を自動扉化などシャトルトレイン用に改造したもの[17]とBDt 1721-1723形と編成を組んで3、4両編成程度でエンガディン線でシャトルトレインとしても使用されていた。
- A 1251-1252形、B 2301-2306形は1940年代ころから通常の客車列車にも使用されるようになり、1943年以降はクール・アローザ線でも使用されるようになったが、逆に1990年代になってもエンガディン線でABe4/4 501-504形と編成を組むことが多かったなどABe4/4形との関係も深かった。
- ABe4/4 501-504形は1997年以降順次廃車となり、1999年にエンガディン線の列車がBDt 1751-1758形を使用した"NEVA Retica[18]"に置き換えられた際に運用を終了しているが、501号機は歴史的車両としてサメダン機関区に残されており、車両不足の際など場合によっては定期列車にも充当される。また、A 1251-1252形、B 2301-2306形はABe4/4 501-504形の廃車後も2006年に廃車となったA1252号車を除き、現在でもクール・アローザ線を中心に運用されている。